# Староваськино
Старова́ськино (рос. Староваськино, башк. Иҫке Васькин) — присілок у складі Мішкинського району Башкортостану, Росія. Входить до складу Мішкинської сільської ради.
Населення — 529 осіб (2010; 539 у 2002).
Національний склад:
- марійці — 95 %